# San Miguel de Aco (distrito)
San Miguel de Aco é um distrito peruano localizado na Província de Carhuaz, departamento Ancash. Sua capital é a cidade de Aco.

## Transporte
O distrito de San Miguel de Aco não é servido pelo sistema de estradas terrestres do Peru.